# Pieter Blaauboer
Pieter Blaauboer (Barsingerhorn, 22 juni 1892 – 26 april 1978) was een Nederlands politicus van de VVD. 
Hij werd geboren als zoon van Gerrit Blaauboer en 
Neeltje Fok en hij was aanvankelijk net als zijn vader landbouwer. In 1945 werd hij waarnemend burgemeester van Barsingerhorn en hoogheemraad bij het Hoogheemraadschap Noordhollands Noorderkwartier. Een jaar later werd hij benoemd tot burgemeester van Barsingerhorn. Daarnaast was hij lid van de Provinciale Staten van Noord-Holland. Na de Provinciale Statenverkiezingen van 1954 volgde hij de PvdA'er B. de Vries op als gedeputeerde. Blaauboer verliet in 1962 na twee termijnen het College van Gedeputeerde Staten. Hij overleed in 1978 op 85-jarige leeftijd. 